# Gerd Müller
Gerhard „Gerd” Müller (ur. 3 listopada 1945 w Nördlingen, zm. 15 sierpnia 2021 w Wolfratshausen) – niemiecki piłkarz, występował na pozycji środkowego napastnika. W latach 1966–1974 reprezentant Niemiec, złoty medalista Mistrzostw Świata 1974 i Mistrzostw Europy 1972, brązowy medalista Mistrzostw Świata 1970. Król strzelców Mistrzostw Świata 1970 i Mistrzostw Europy 1972.
Przez większą część kariery był związany z Bayernem Monachium, z którym kilkukrotnie sięgał po mistrzostwo Niemiec, Puchar Niemiec i Puchar Europy Mistrzów Klubowych. Grając w barwach tego klubu w Bundeslidze i Pucharze Niemiec ustanowił liczne, w większości do dziś niepobite rekordy, jak np. najskuteczniejszego zawodnika w historii Bundesligi (365 goli) i w historii Pucharu Niemiec (78 goli). Wielokrotnie też, w rozgrywkach ligowych, w Pucharze Niemiec i w Pucharze Europy Mistrzów Klubowych, zostawał królem strzelców. 
Müller został laureatem wielu prestiżowych wyróżnień, m.in. Złotej Piłki w 1970 roku, Europejskiego Złotego Buta w 1970 i w 1972 oraz Orderu zasługi FIFA w 1998 roku. Znalazł się także na sporządzonej w 2004 liście FIFA 100. Z powodu nieprzeciętnych osiągnięć nadano mu przydomek Bomber der Nation (pol. „Bombowiec narodu”). Uważany jest za jednego z najlepszych napastników w historii piłki nożnej.

## Życie prywatne
Gerd Müller urodził się 3 listopada 1945 w Nördlingen, ówcześnie leżącym w amerykańskiej strefie okupacyjnej Niemiec. Był najmłodszym z pięciorga dzieci Johanna Heinricha Müllera (zm. 1963) i Christiny Karoline z domu Jung (zm. 1983).
W październiku 1965 poznał w Monachium młodszą o cztery lata Ursulę „Uschi” Ebenböck. Kilka lat później Uschi została zarówno jego żoną, jak i menedżerką. Miał z nią urodzoną w 1971 córkę Nicole.

## Kariera piłkarska

### Kariera klubowa

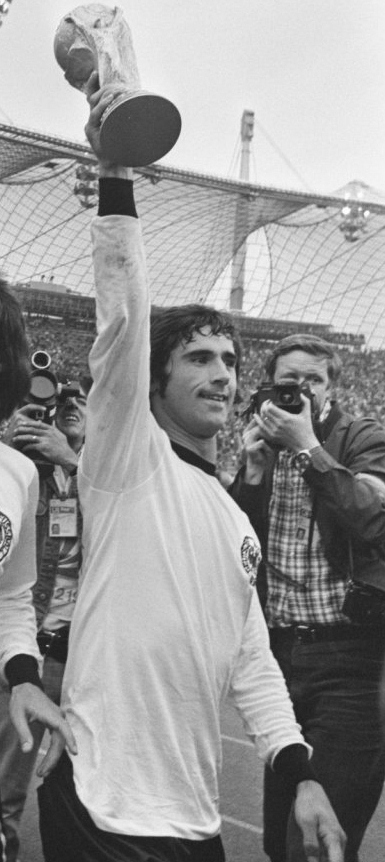
Gerd Müller po zwycięstwie w meczu finałowym Mistrzostw Świata w 1974 roku

Gerd Müller karierę seniorską rozpoczął w lipcu 1963 w klubie TSV 1861 Nördlingen, w którym przez poprzednie trzy lata grał na poziomie juniorskim. W lipcu następnego roku został piłkarzem Bayernu Monachium. W barwach tego klubu Müller czterokrotnie został mistrzem Niemiec (lata 1969, 1972, 1973 i 1974), czterokrotnie zdobywał Puchar Niemiec (lata 1966, 1967, 1969 i 1971), trzykrotnie Puchar Europy Mistrzów Klubowych (lata 1974, 1975 i 1976), a także jednokrotnie Puchar Interkontynentalny (w 1976 roku) i Puchar Zdobywców Pucharów (w 1967 roku).
Jako zawodnik Bayernu Müller strzelił łącznie 398 bramek w 453 meczach. W największym stopniu osiągnięcie to wypracował podczas występów w Bundeslidze, w której w 427 spotkaniach zdobył 365 goli. W rozgrywkach ligowych siedmiokrotnie zostawał królem strzelców (lata 1967, 1969, 1970, 1972, 1973, 1974 i 1978), ponadto cztery razy uzyskiwał ten tytuł w Pucharze Europy Mistrzów Klubowych (lata 1973, 1974, 1975 i 1977) i trzy razy  w Pucharze Niemiec (lata 1967, 1969 i 1971). Podczas gry w Bundeslidze i Pucharze Niemiec Gerd Müller ustanowił liczne rekordy, z których większość przetrwała do dziś, m.in. najskuteczniejszego zawodnika w historii (365 goli), najskuteczniejszego zawodnika w historii w meczach wyjazdowych przeciwko jednej drużynie (11 goli w meczu przeciwko FC Schalke 04), najskuteczniejszego zawodnika w historii z dwoma i więcej golami w jednym meczu (87 meczów) oraz najskuteczniejszego zawodnika w historii Pucharu Niemiec (78 goli). 
W 1979 odszedł z Bayernu Monachium i wyjechał do Stanów Zjednoczonych, gdzie najpierw – w okresie od lipca 1979 do grudnia 1980 – grał w klubie Fort Lauderdale Strikers występującym w North American Soccer League (NASL), a następnie – od stycznia 1981 do czerwca 1982 – był piłkarzem drużyny Smiths Brothers Lounge. 

### Kariera reprezentacyjna
12 października 1966 Gerd Müller zadebiutował w reprezentacji Niemiec meczem z Turcją w Ankarze. Karierę reprezentacyjną zakończył po meczu finałowym Mistrzostw Świata 1974, w którym zdobył zwycięską bramkę. Müller dla drużyny narodowej strzelił ogółem 68 goli w 62 meczach, co czyni go drugim najskuteczniejszym strzelcem w historii niemieckiej reprezentacji, po Miroslavie Klose.
Z niemiecką drużyną narodową Müller został brązowym medalistą Mistrzostw Świata 1970 oraz zwycięzcą Mistrzostw Europy 1972 i Mistrzostw Świata 1974. Na dwóch z tych imprez zdobył ponadto tytuł króla strzelców: na Mundialu w 1970 roku (10 goli w turnieju finałowym; łącznie na swoich dwóch mundialach, w 1970 i w 1974 roku, strzelił 14 bramek, dzięki czemu przez 32 lata był na szczycie listy najlepszych strzelców mistrzostw świata) i na Euro w 1972 (4 gole w turnieju finałowym; w całym turnieju, łącznie z rundą kwalifikacyjną, strzelił 16 bramek w 12 meczach).

## Po zakończeniu kariery

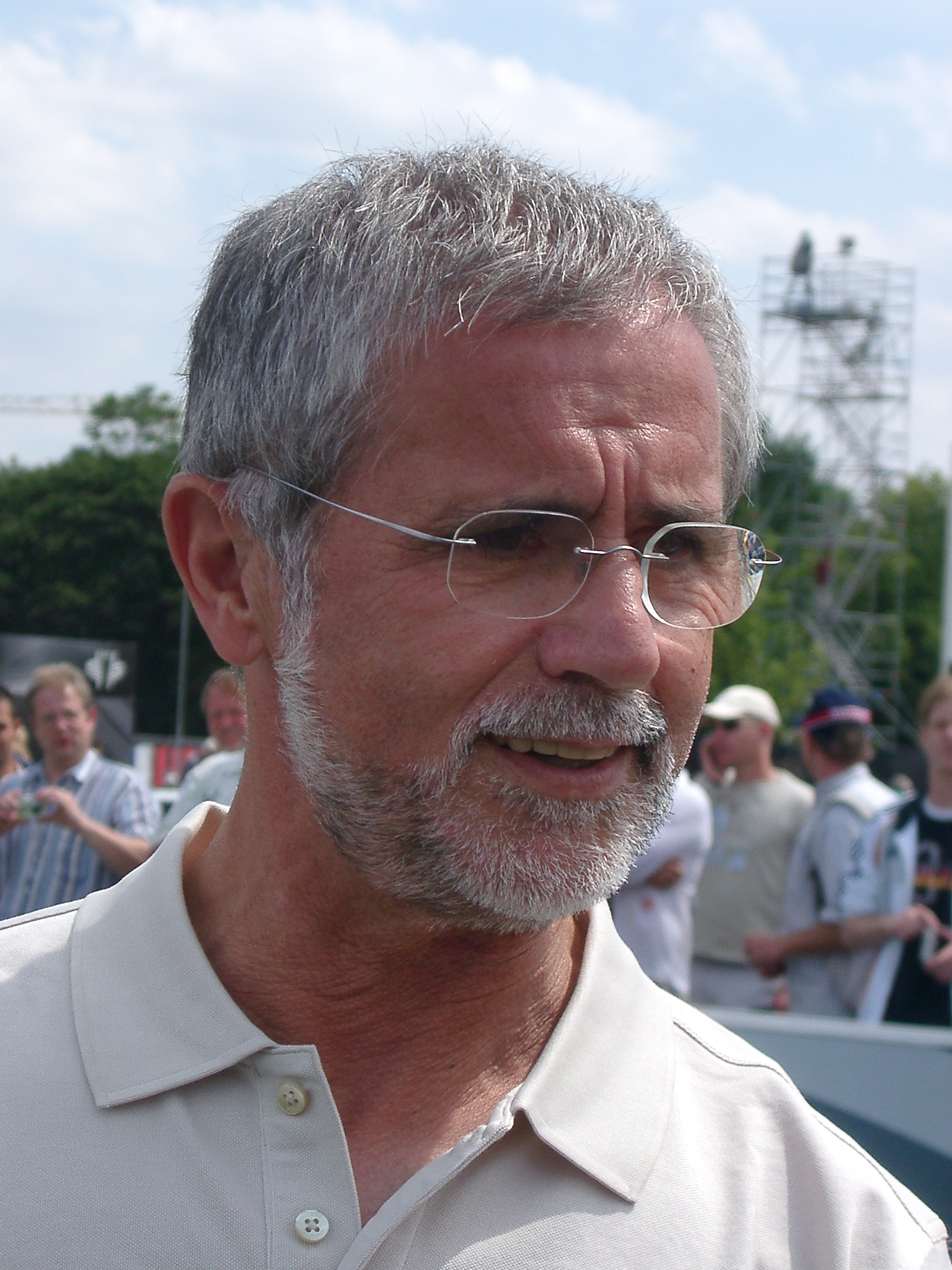
Gerd Müller (2006)

Gerd Müller zakończył karierę w 1982. Jeszcze jako czynny piłkarz, w listopadzie 1981 razem z przyjacielem Hansim Huberem kupił restaurację „The Ambry” w Fort Lauderdale, gdzie wówczas mieszkał wraz z rodziną. Restauracja została przemianowana przez nowych właścicieli na „Gerd Müller’s Ambry”. Müller współprowadził ją do 1984 roku, kiedy to z powodu tęsknoty żony za ojczyzną zdecydował o powrocie do Niemiec, do Monachium. Restauracja pod pierwotną nazwą istnieje do dziś (stan na 2019 rok).
Po przyjeździe ze Stanów Zjednoczonych Müller grał w tenisa, a także uczestniczył w sesjach autografowych i imprezach organizowanych od czasu do czasu przez Bayern Monachium. Zmagał się ponadto z problemami natury zawodowej oraz osobistej i popadł w alkoholizm. Pomogli mu wówczas dawni koledzy z Bayernu, m.in. Uli Hoeneß i Franz Beckenbauer, przekonując do podjęcia leczenia odwykowego, które przeszedł na przełomie 1991 i 1992 roku. W styczniu 1992 zatrudnił się jako asystent trenera napastników i bramkarzy drugiej drużyny Bayernu Monachium, prowadzonej przez Hermanna Gerlanda i Mehmeta Scholla.
Po 2010 pojawiły się u niego oznaki choroby Alzheimera, a informacja o tym, że Müller cierpi na to schorzenie trafiła do publicznej wiadomości jesienią 2015. W związku z chorobą pod koniec 2014 zrezygnował z pracy w Bayernie, zaś na początku 2015 roku zamieszkał w domu opieki w Wolfratshausen. W 2020 roku stan jego zdrowia znacznie się pogorszył. Zmarł 15 sierpnia 2021 w wieku 75 lat. Urna z jego prochami została złożona w kolumbarium cmentarza w Straßlach-Dingharting.

## Sukcesy

### Bayern Monachium
- Mistrzostwo Fußball-Regionalliga, gr. Południe: 1964/1965
- Mistrzostwo Niemiec: 1968/1969, 1971/1972, 1972/1973, 1973/1974
- Puchar Niemiec: 1965/1966, 1966/1967, 1968/1969, 1970/1971
- Puchar Zdobywców Pucharów: 1966/1967
- Puchar Europy Mistrzów Klubowych: 1973/1974, 1974/1975, 1975/1976
- Puchar Interkontynentalny: 1976

### Niemcy
Mistrzostwa świata
- Mistrzostwo: 1974
- 3. miejsce: 1970

Mistrzostwa Europy
- Mistrzostwo: 1972

### Indywidualne
- Król strzelców Bundesligi: 1966/1967 (28 goli)[a], 1968/1969 (30 goli), 1969/1970 (38 goli), 1971/1972 (40 goli), 1972/1973 (36 goli), 1973/1974 (30 goli)[b], 1977/1978 (24 gole)[c]
- Król strzelców Pucharu Niemiec: 1966/1967 (7 goli), 1968/1969 (7 goli), 1970/1971 (10 goli)
- Król strzelców Pucharu Europy Mistrzów Klubowych: 1972/1973 (11 goli), 1973/1974 (8 goli), 1974/1975 (5 goli)[d], 1976/1977 (5 goli)[e]
- Król strzelców Mistrzostw świata: 1970 (10 goli)
- Król strzelców Mistrzostw Europy: 1972 (4 gole)

### Wyróżnienia
- Piłkarz Roku w Niemczech: 1967, 1969[1]
- Piłkarz Roku UEFA: 1970[1]
- Złota Piłka: 1970[20]
- Europejski Złoty But: 1970, 1972
- Jedenastka gwiazd Mistrzostw świata: 1970
- Jedenastka gwiazd Mistrzostw Europy: 1972
- Order zasługi FIFA: 1998[21]
- FIFA 100: 2004
- Nagroda Sport Bild-Award w kategorii „Praca życiowa”: 2013[22][23]
- Wprowadzenie do Galerii Sław niemieckiego Futbolu (Hall of Fame des deutschen Fußballs): 2018[24][25]

### Rekordy
- Najskuteczniejszy zawodnik w historii Bundesligi: 365 goli[26]
- Najskuteczniejszy zawodnik w historii Bundesligi w meczach wyjazdowych przeciwko jednej drużynie: 11 goli (przeciwko FC Schalke 04)[f]
- Najskuteczniejszy zawodnik w historii Bundesligi z dwoma i więcej golami w jednym meczu: 87 meczów[28]
- Najskuteczniejszy zawodnik w historii Pucharu Niemiec: 78 goli
- Najskuteczniejszy zawodnik w historii Bayernu Monachium: 523 gole[29]
- Najskuteczniejszy zawodnik w historii po 13. kolejkach Bundesligi: 17 goli[g]
- Najskuteczniejszy niemiecki zawodnik w historii występów klubowych i reprezentacyjnych w jednym roku kalendarzowym, a także drugi w historii: 85 goli[h]
- Najwięcej zdobytych tytułów króla strzelców w historii Bundesligi: 7[i][30]
- Pierwszy zawodnik w historii Bundesligi, który zdobył co najmniej jednego gola w 16 meczach z rzędu
- Pierwszy zawodnik w historii Bundesligi, który zdobył siedem tytułów króla strzelców tych rozgrywek

Nieaktualne
- Najskuteczniejszy zawodnik w historii Bundesligi w jednym sezonie: 40 goli (sezon 1971/1972)[j][31]
- Najskuteczniejszy zawodnik w historii Bundesligi w jednym roku kalendarzowym: 42 gole w 34 meczach (rok 1972)[k][32]
- Najskuteczniejszy zawodnik w historii Bundesligi z dwoma golami w jednym meczu: 55 meczów[l][33]
- Najskuteczniejszy zawodnik w historii europejskich pucharów w barwach Bayernu Monachium: 66 goli[m][34]

## Odznaczenia
- Krzyż Zasługi na Wstędze Orderu Zasługi Republiki Federalnej Niemiec (1977)

## Upamiętnienie
Na cześć Gerda Müllera w 2008 roku zmieniono nazwę stadionu klubu TSV 1861 Nördlingen: z Rieser Sportpark na Gerd-Müller-Stadion.

## Multimedia
Na początku października 2009 roku została wprowadzona na rynek przeglądarkowa gra komputerowa Gerd Müller’s PerfectGoal, która powstała we współpracy z Gerdem Müllerem.

## Działalność pozasportowa w trakcie kariery
- W 1967 zagrał wraz z ówczesnym trenerem Bayernu Monachium Zlatko Čajkovskim i bramkarzem tego klubu Seppem Maierem w filmie komediowym Wenn Ludwig ins Manöver zieht[36][37].
- W 1969 nagrał singla z utrzymanymi w szlagierowej stylistyce utworami „Dann macht es bumm” i „Wenn das runde Leder rollt”[38].
- W latach 70. XX wieku występował w telewizyjnej reklamie maślanki firmy Müller[39].